# Eratoneura ardens
Eratoneura ardens är en insektsart som först beskrevs av Mcatee 1920.  Eratoneura ardens ingår i släktet Eratoneura och familjen dvärgstritar. Inga underarter finns listade i Catalogue of Life.